# Тимофей (пономарь Новгородского Юрьевского монастыря)
Тимофей — русский летописец, пономарь Юрьева монастыря в Великом Новгороде.
В синодальном списке первой Новгородской летописи, датированной 6738 годом, находится следующее известие: 
«Той же зиме в ведоша с Хутина от святого Спаса Арсения игумена, мужа кротка и смерена, князь Ярослав, владыка Спиридон и весь Новгород, и даша игуменство у святого Георгия; а Саву лишиша, посадиша и в келии, и разболеся, лежав шесть недель, и преставися в марте 15, в субботу, пред обеднею, и тако погребен бысть игуменом Арсением и всею братьею, а даи Бог молитва его святая всем крестьяном и мне грешному Тимофею пономарю».
 Курсивные слова, вписанные от первого лица, дают на первый взгляд повод думать, что Тимофей-пономарь и есть автор как данного отрывка, так и всей летописи. Между тем в списке той же летописи, находящемся в Российской Академии наук, на месте этих слов стоят другие — «и мне грешному Иоанну-попови». Возникает вопрос, кто же из этих лиц автор летописи, или может быть им не был ни тот, ни другой, оба же они не более как переписчики с более древнего списка или даже с подлинника, в соответственном месте заменившие стоящее там имя автора или переписчика-предшественника своим именем. Сталкивавшиеся с этим вопросом ученые давали на него различные ответы. 
Митрополит Евгений сочинителем Новгородской летописи считает Иоанна-попа, а Тимофея — пономаря его подражателем. А. В. Поленов полагает, что Тимофей был только переписчиком. Преосвященный Филарет замечает, что «пономарь Тимофей не был только переписчиком летописи, а сочинителем её», об Иоанне-попе же он вовсе не упоминает. М. П. Погодин о Тимофее-пономаре и Иоанне-попе говорит, что они «скорее были переписчиками…, чем сочинителями; сочинителями они оба в одно время быть не могли, а переписчиками могли; Тимофею-пономарю мог принадлежать второй почерк, который продолжается до конца 1284 г.». П. А. Лавровский замечает: «Едва ли не положительно должно утверждать о пономаре Тимофее, как о несомненном писце второго почерка». Митрополит Макарий предполагает, что Тимофей-пономарь и Иоанн-поп могли быть только переписчиками. Профессор Голубинский считает Иоанна летописцем, а Tимофея переписчиком, поставившим свое имя вместо имени Иоанна-попаГолубинский. «История русской церкви», т. I, стр. 653. Сенигов, примыкая в этом отношении к мнению Погодина и Лавровского, т. е. к тому, что Tимофею принадлежит второй почерк, полагает возможным, с некоторой вероятностью, считать Тимофея первым продолжателем Софийского временника. Наконец, посвятивший этому вопросу отдельную статью И. Тихомиров задался вопросом установить относительную древность каждого из списков и на этом основании решить авторство того или другого лица; на основании характера письма и других внешних признаков он заключает, что более древним является список Tимофея, почти современный описываемым событиям, почему должно считать более вероятным чтение имени Тимофея-пономаря, а не Иоанна-попа. Тем не менее Тихомиров не решается считать Tимофея автором летописного Новгородского свода от 1200 до 1234 года, — ни автором, ни переписчиком, а отводит ему особую роль: живя близко к описываемым событиям, Тимофей не мог бы допустить, по мнению Тихомирова, той путаницы, какая существует в этом летописном своде; он был пономарем при Юрьевском монастыре, где и вёл современным и недавно прошедшим событиям записки, которыми впоследствии воспользовался какой-нибудь позднейший безымянный составитель свода, плохо разобравшийся в них и многое перепутавший.
Из изложенного видно, что вопрос об авторстве Новгородской летописи, несмотря на все изыскания, остается открытым, да при наличии имеющегося материала едва ли может быть окончательно разрешён. 
Тимофея-пономаря не следует путать с другим пономарем того же имени, переписчиком Лобковского пролога. Последний был при церкви Святого Иакова в Неревском конце Новгорода. Прежние исследователи (Снегирев, Филарет) считали обоих пономарей за одно лицо.